# SuperMUC

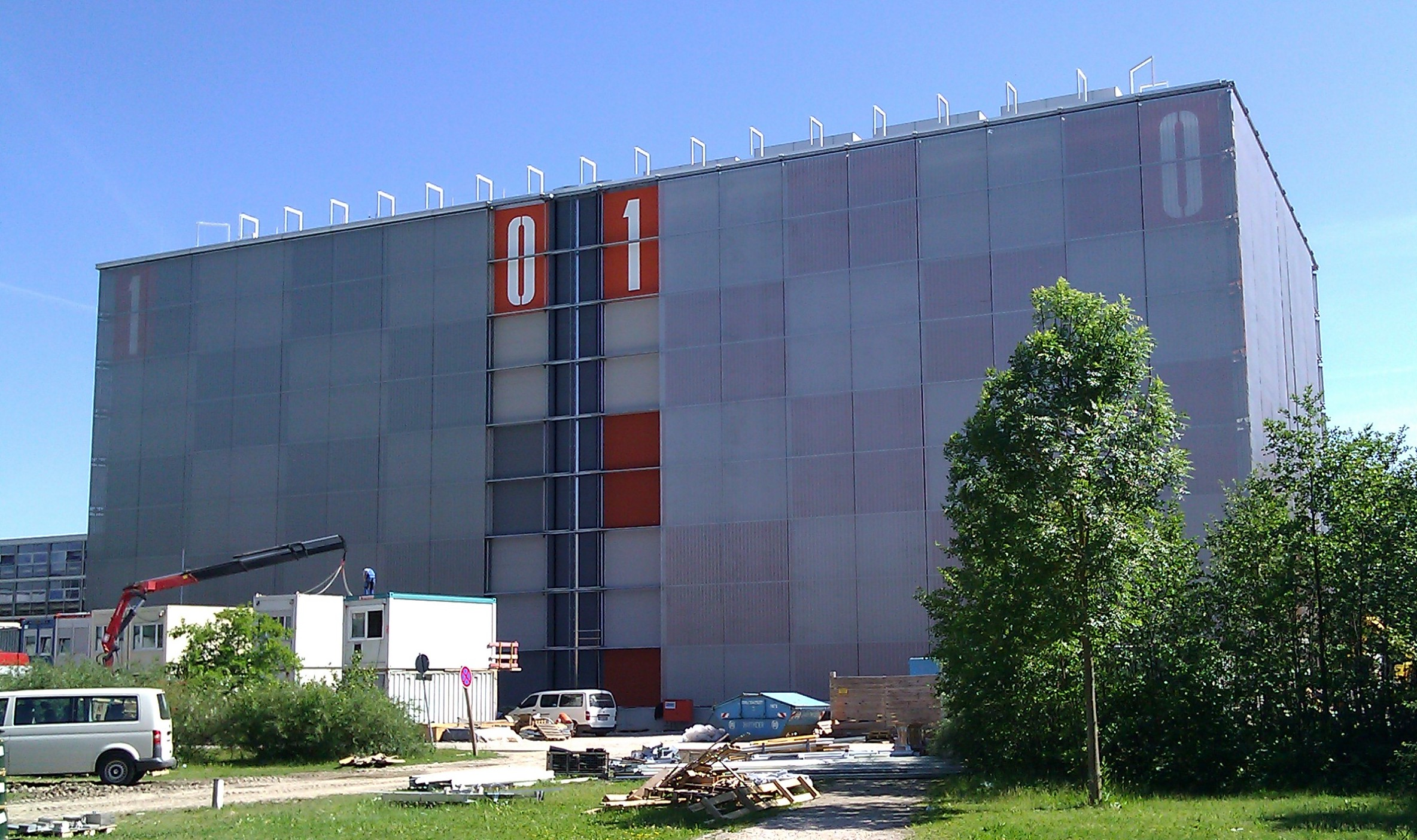
2011年6月、構築中のSuperMUC （建物の右半分）

SuperMUC（ドイツ語: SuperMUC、スーパーMUC）は、ライプニッツ研究センター（ドイツ語: Leibniz-Rechenzentrum、LRZ）に設置されたスーパーコンピュータの名称。2012年6月のTOP500で4位となった。

## 概要
ライプニッツ研究センター(LRZ)は、ドイツのガーヒング・バイ・ミュンヘンにあり、ペタフロップス時代における長期的なコンピューティング能力を提供する予定である。SuperMUCはHöchstleistungsrechner Bayern II (HLRB II)の後継で、ライプニッツ研究センターはヨーロッパのスーパーコンピューティングの中心となる予定である。拡張されたハードウェアを設置するため、センターのインフラは二重化以上にされる。ハードウェアと事務スペースのための追加ビルディングは建設中である。
2012年6月18日にドイツのハンブルクで開催されたISCにて発表されたTOP500リストで、SuperMUCは4位となり、ヨーロッパで最速のスーパーコンピュータとなった。またSuperMUCは、世界のインテル互換系システムとしても最速となった。
SuperMUCは2012年夏に完全稼動を開始する予定である。なお「MUC」の記号は、ミュンヘン国際空港の空港コードに由来している。

SuperMUCは147,456コアのプロセッサ、288テラバイトのメインメモリ、IBM GPFSファイルシステムベースの12ペタバイトのハードディスクを搭載し、ピーク時性能で約3ペタフロップスを予定している。プロセッサは18,432のインテルXeon Sandy Bridge-EPプロセッサを、IBM System x iDataPlexサーバーで稼動させている。
SuperMUCは、2010年のAquasarで初めて使用された、新方式の冷却装置を使用している。IBMはプロセッサの冷却に、水冷の直接冷却を採用し、更に温水を使用して再利用する設計により、冷却の電力消費を40%削減できるとしている。

## 参照
1. ↑  International Supercomputing Conference
2. ↑  IBM Press release 18. June 2012: First commercial hot-water-cooled supercomputer to consume 40% less energy- IBMプレスリリース(2012年6月18日)
3. ↑  IBM builds 3 petaflop computer for Germany - SuperMUC could be world's fastest system
4. ↑  http://www-03.ibm.com/press/de/de/pressrelease/33222.wss